# Alioune Ba (football)
Pour les articles homonymes, voir Alioune Ba.
Alioune Ba, né le 5 novembre 1989 à Courcouronnes dans l'Essonne, est un footballeur professionnel français évoluant au poste de défenseur à l'USL Dunkerque.

## Biographie
Né en France, Alioune Ba est d'origine sénégalaise. Il commence sa carrière footballistique dans les divisions inférieures françaises avant de se faire remarquer par plusieurs clubs professionnels.
En 2015, Ba est sélectionné dans l'équipe-type de la saison du groupe A de CFA en tant que remplaçant, ce qui marque un tournant dans sa carrière. Après sept saisons en CFA, il participe activement à deux montées en Ligue 2, d'abord avec Amiens SC en 2016, puis avec US Quevilly-Rouen Métropole (QRM) en 2017, bien qu'il ne soit pas conservé pour jouer à l'échelon supérieur dans ces deux clubs.
Il signe ensuite au Stade Lavallois, récemment relégué en National, où il devient un joueur clé de la défense. En 2018, il est élu dans l'équipe-type du National par ses pairs, un honneur qui témoigne de son impact au sein du championnat.
En 2019, Ba décide de rejoindre la Ligue 2, signant d'abord à l'US Orléans. Cependant, c’est à l'USL Dunkerque qu'il trouve sa place, contribuant au renouveau de l’équipe en deuxième division.

## Palmarès

### US Quevilly-Rouen Métropole
- Championnat de France National :
  - Vice-champion : 2016-17